# Insurrection de Milan (1853)
Ne doit pas être confondu avec Soulèvement de Milan (1814) ou Cinq journées de Milan.

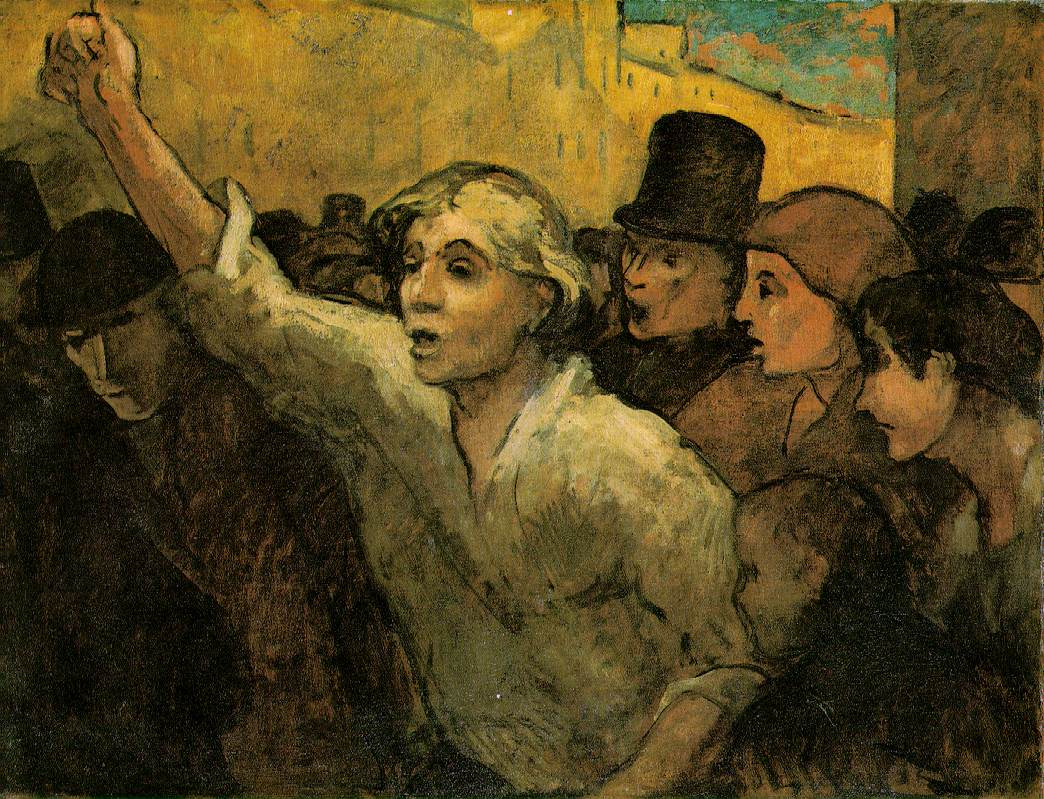
La révolte, peinture de Honoré Daumier

L’Insurrection de Milan est un épisode historique du Risorgimento italien ayant eu lieu le 6 février 1853 à Milan où les premières idées idéalistes socialistes se trouvent associées aux idées patriotiques et nationalistes.

## Préambule
À l'époque, cet événement a un large écho dans l'opinion publique bourgeoise modérée qui y voit la nécessité que le processus unitaire puisse s'achever sans tarder en mettant hors jeu aussi bien le mouvement mazzinien que les mouvements d’inspiration socialiste qui avaient déjà fait leurs preuves lors de la révolution de 1848 et qui semblent de nouveau vouloir revivre en Italie par l’intermédiaire de la classe ouvrière.

## Le contexte
Le Comité insurrectionnel est composé des membres suivants :
- Piolti, chef civil ;
- Brizi, chef militaire ;
- Frontil, logistique ;
- Vigorelli, trésorier.

Le comité pense, en premier lieu, profiter du grand bal qui doit se tenir au Palazzo Marino, le 31 janvier, auquel participent tous les hauts gradés de l'armée autrichienne. Le plan prévoit de trouver un moyen d’empoisonner les participants. Ainsi la garnison autrichienne de Milan, restée sans chefs, aurait pu être facilement maîtrisée. Ce plan, qui apparait aux yeux de certains comme impossible à mettre en œuvre et à l’issue incertaine, est finalement abandonné.
D'autres pensent à assassiner trois aristocrates milanais, parmi les personnages les plus importants ayant collaboré au service de l'administration autrichienne de manière à susciter la réaction du gouvernement, qui serait tellement dure qu’elle provoquerait l'indignation populaire. Mais ce projet est abandonné.
Pendant ce temps, les fusils promis qui doivent provenir de Gênes et de Suisse ne sont pas arrivés : les partisans de Mazzini et les républicains exilés font savoir  qu'ils ne partagent pas les motivations politiques de l'insurrection et il se décide malgré tout le déclenchement de l’opération en comptant sur la participation de la classe ouvrière et du prolétariat milanais.

## La révolution à tout prix
Le dimanche 6 février 1853, à 16h45, à la suite de l'enseignement de Felice Orsini, qui affirme que « la première loi de la conspiration, qui veut, que là où il manque des armes et lorsque les bâtons sont interdits, il est permis de recourir à tout moyen qui sert à détruire l'ennemi », environ un  millier d’hommes, composés d’artisans et d’ouvriers armés seulement de couteaux et de poignards, donnent l'assaut aux postes de garde et aux casernes, espérant  que les soldats hongrois incorporés dans l’armée autrichienne se mutineraient au nom de leurs aspirations d’indépendance nationale.
Mais tout cela n’a pas lieu et en plus il manque aussi l'aide promise d'un ingénieur de la mairie avec ses travailleurs impliqués dans l'entretien des routes qui doit permettre aux rebelles de construire des barricades et couper les conduites de gaz afin de mettre la ville dans l'obscurité.
De Porta Romana à Piazza del Duomo, de Porta Ticinese à Porta Vercellina, les insurgés affrontement la police et les soldats en de nombreuses escarmouches dans les rues de la ville, dans l'espoir d’une coopération du peuple, rendant de fait leur action faible et inefficace. Les partisans milanais de Mazzini hostiles à l'idéologie des insurgés socialistes assistent et tant que témoins inactifs à l'échec sanglant de la révolte qui se termine le lendemain avec l’arrivée des renforts autrichiens.

## Le résultat de la révolte
Les forces autrichiennes comptent 10 morts et 47 blessés.

Parmi les insurgés, 895 sont arrêtés dont 16 sont pendus ou fusillés :
- Antonio Cavallotti (31 ans, menuisier de pianos, célibataire) ;
- Cesare Faccioli (42 ans, garçon de café, célibataire) ;
- Pietro Canevari (23 ans, porteur, célibataire) ;
- Luigi Piazza (29 ans, menuisier, célibataire) ;
- Camillo Piazza (son frère, 26 ans, graveur de lettres d'imprimante, célibataire) ;
- Alessandro Silva (32 ans, chapelier, marié) ;
- Broggini Bonaventura (57 ans, garçon boucher, célibataire) ;
- Brigatti Luigi (26 ans, distilleur de liqueurs)[3] ;
- Alessandro Scannini (56 ans, professeur de lycée privé) ;
- Benedetto Biotti (40 ans, apprenti charpentier) ;
- Giuseppe Monti (36 ans, apprenti charpentier) ;
- Gaetano Saporiti (26 ans, travaillant dans les peignes) ;
- Siro Taddei (27 ans, laitier) ;
- Angelo Galimberti (cordonnier) ;
- Angelo Bissi (porteur) ;
- Pietro Colla (forgeron).

## La critique de Marx
Karl Marx, dans un article dans le New York Daily Tribune du 8 mars 1853, intitulé « Les mouvements de Milan », dans une polémique avec Mazzini qu'il appelle ironiquement « Théopompe », le «messager de Dieu», lui attribue la culpabilité de l’échec des révolutions spontanées par manque d’organisation ayant abouti au sacrifice des insurgés de Milan malgré leur inutile héroïsme, il écrit: « L'insurrection de Milan est importante parce qu'elle est un symptôme de la crise révolutionnaire qui menace le continent européen tout entier. Et elle est admirable en raison de l'acte héroïque d'une poignée de prolétaires qui, armés seulement de couteaux, ont eu le courage d'attaquer une ville et une armée de 40 000 soldats parmi les meilleurs en Europe... Mais comme grand final de la conspiration éternelle de Mazzini, de ses proclamations ronflantes et ses tirades contre le peuple français, est un résultat très pauvre. La présomption est que, désormais, il faut mettre fin aux révolutions improvisées, comme disent les Français... En politique, comme cela se fait dans la poésie. Les révolutions ne sont jamais faites sur ordre ».